# Porta Fontinal
A Porta Fontinal (em latim: Porta Fontinalis) foi uma porta na Muralha Serviana de Roma. Estava localizada na encosta norte do Monte Capitolino, provavelmente a noroeste do rebordo sobre o Clivo Argentário. A Porta Fontinal recebeu seu nome das fontes vizinhas, tal como a fonte ainda visível no nível mais baixo do Tuliano. Pode ter tido relação religiosa com Fonte, o deus das fontes e poços, que era celebrado na Fontinália.
A Via Salária terminou através dela, como a Via Flamínia fez originalmente, fornecendo uma conexão direta com os picentinos e a Gália Cisalpina. Após a construção das Muralhas Aurelianas pelo fim do século III, a seção da Via Flamínia que correu entre a Porta Fontinal e a nova Porta Flamínia foi chamada Via Lata. Durante o período mais antigo de construção e dedicações religiosas após a Segunda Guerra Púnica, os edis de 193 a.C., Marco Emílio Lépido e Lúcio Emílio Paulo Macedônico, construíram um pórtico monumental ligando a Porta Fontinal ao Altar de Marte no Campo de Marte. O pórtico, conhecido como Emiliano, foi um passo coberto para os censor, que conduziam o censo no Altar de Marte, mas tinha seu escritório imediatamente no interior da porta, dentro dos muros.
O existente Túmulo de Bíbulo, datando da primeira metade do século I a.C., estava localizado no exterior da porta. Uma estela funerária do século II preservou o nome de um sapateiro, Caio Júlio Hélio, que estava localizada em algum lugar em torno da porta. Mais notoriamente, Cneu Calpúrnio Pisão, o suposto envenenador do herdeiro aparente do imperador Tibério (r. 14–37) Germânico, tinha construído estruturas acima da porta para conectá-la às suas residências privadas. A casa resultante foi criticada por dominar o perfil arquitetônico do sítio. Como parte das medidas punitivas contra os associados, família e memória de Pisão na esteira da conspiração, o senado ordenou a demolição destas estruturas.